# École supérieure de commerce et d'industrie du Congo
L'École supérieure de commerce et d'industrie du Congo ou ESCIC en sigle est un établissement d'enseignement supérieur installé au République du Congo, plus précisément dans la ville de Pointe-Noire depuis 2013. Reconnue par le Ministère de l'Enseignement Supérieur du pays, l'ESCIC  propose actuellement des formations supérieures dans les domaines de gestion, du commerce et de l'informatique. Avec des écoles partenaires en France, l'ESCIC offre des formations de niveau bac + 3 et Bac + 5 avec en fin de formation des diplômes des partenaires français à ces étudiants au Congo.

## Histoire
L'établissement est créé en 2013 par la chambre de commerce de Pointe-Noire, en partenariat avec celle de Paris Île de France et une société privée, Devel SA.

## Programme
Par ses partenariats avec les écoles de France, l'ESCIC s'aligne sur les standards internationaux et délivre différent programme de formation à l'instar du Bachelor of Business Administration (BBA), diplôme de premier cycle précédent le MBA, du Master en Management de la Chaine Logistique (MCL) et autres. Pour ses formations initiales, l'ESCIC met un  est donnée en anglais. Le diplôme est délivré par des écoles partenaires à l'instar de ESG et de SUP de V Paris
L'accent est mis sur l'entrepreneuriat.